# Poznań Obrzyca
Poznań Obrzyca – dawna kolejowa ładownia publiczna w Poznaniu, położona na normalnotorowej linii kolejowej ze stacji Poznań Starołęka do stacji Poznań Malta. 

## Charakterystyka
Linia ta należała do Średzkiej Kolei Powiatowej. Została otwarta w 1903 roku. Liczyła 5,4 kilometry. Została zlikwidowana w 1949 roku.